# Famille de Nully (Neuilly)
La famille de Nully dont le nom a aussi été orthographié Neully,Neuilly et Nuilly est originaire de la région parisienne. Elle est connue dès le XIIIe siècle et s'est illustrée dans la magistrature. Cette famille semble avoir pris son nom de la terre de Nully ou de Neuilly-sur-Marne.

## Personnalités
Charles de Nully
Étienne de Nully (Neully ou Neuilly), fils de Charles de Nully. Sa date de naissance est inconnue. Il commence comme conseiller au parlement de Bretagne dont il reçoit les provisions le 12 avril 1559. Il est ensuite procureur du roi au Châtelet. En 1569, le roi Charles IX a dépossédé les protestants de toutes leurs charges. Pierre de la Place avocat général en la cour des aides de Paris, premier président en survivance de Jacques l'Huillier son oncle, entré en fonction le 20 juillet 1554, et fut destitué le 23 décembre 1568, étant soupçonné d’avoir embrassé la religion prétendue réformée. Le 28 février 1569, Étienne de Nully procureur du roi au Châtelet exerce la fonction de premier président de la Cour des Aides de Paris jusqu’en septembre 1570. Après l'édit de Pacification, Pierre de la Place est rétabli après s’être justifié. Pour le dédommager, le roi offre à Étienne de Nuly une charge de maître des requêtes dont les provisions sont du 17 avril 1571. Pierre de la Place est tué pendant le massacre de la Saint-Barthélemy le 25 août 1572. Le 3 septembre 1572, Étienne de Nully est rétabli premier président après le décès de Pierre de la Place dont les provisions sont du 2 septembre 1572. Il est fait prévôt des marchands de Paris, entre 1582 et 1586. Quand la Ligue s'est développée, a été un ligueur déterminé. Il est présent aux États généraux de Blois. Le duc de Guise et le cardinal de Lorraine sont assassinés au château de Blois le 24 décembre 1588. Étienne de Nully est arrêté et emprisonné à Amboise. Il est libéré après avoir payé une rançon de 1 000 écus. Après l'assassinat du roi Henri III, le 2 août 1589, il a conservé sa fonction de premier président de la Cour des aides. Le duc de Mayenne le nomme second président à mortier du parlement qu'il a érigé, le 7 décembre 1591. Le duc de Mayenne le nomme garde de la Bibliothèque du roi après la mort de Jacques Amyot, grand aumônier et évêque d'Auxerre. Henri IV entre dans Paris le 22 mars 1594. On ne sait pas quand il a quitté sa charge de premier président de la cour des aides. Il est encore vivant en 1606 car il assiste au mariage de son fils, Jacques de Nully, cette année-là.
Raoul de Nully est le fils d'Auguste de Rully venu à Bordeaux en 1837 avec son frère Harcourt de Nully où se trouve un cousin, John Lewis Brown (de Colstoun) (1769-1851), riche négociant écossais en vins établi à Bordeaux en 1795, grand-père du peintre John-Lewis Brown. Il a deux ans à la mort de sa mère. On ne sait rien de ses études mais il a un talent pour le dessin. Il écrit en français, anglais, parle danois et espagnol. Il apprendra le japonais et le mandarin au cours de ses missions. En 1872, il quitte Bordeaux pour Londres où il obtient un contrat de shipchandler pour Lane & Crawford au Japon après l'ouverture du Japon au commerce avec les États-Unis, l'Empire britannique, l'Empire russe, les Pays-Bas et l'Empire français par les traités Ansei. Il arrive à Yokohama où une cinquantaine de vaisseaux de guerre stationnent dans la baie pour appuyer une révision des traités. Il obtient la procuration pour tous les contrats français en mer de Chine. En 1877, il est recruté en 1877 par Robert Hart (1835-1911), fonctionnaire consulaire britannique en Chine dès 1854, inspecteur des douanes à Canton en 1859, puis inspecteur général des douanes maritimes impériales en 1863, directeur des Douanes impériales. Il va parcourir la Chine pour inspecter les douanes et suivre l'avancement des projets de Hart. Il change de poste tous les deux ans à partir de Shanghai. Au cours d'un retour en France pendant deux ans, il se marie en 1889 avec Édith d'Artenset de La Farge, à Pessac-sur-Dordogne. Il rédige de très nombreuses notes au cours de ses déplacements illustrés avec de nombreux dessins et aquarelles : les provinces de Zhejiang, Jiangxi, Shandong, Yunnan, la Birmanie, le Laos, le Tibet, le Cambodge. Il rentre en France en 1917. Il habite successivement à Pessac-sur-Dordogne, Bergerac, au château de Layrac (Lot-et-Garonne), puis chez sa fille à Saint-Seurin-de-Prats où il meurt en 1927.

## Famille
- Pierre de Nuilly, cité comme caution de Gaucher de Châtillon, neveu d'Hugues de Châtillon, comte de Saint-Pol et de Blois, pour le rachat à Albéric Le Cornut, évêque de Chartres de la seigneurie de Perche-Goët, en décembre 1241[4].
- Jean de Nully, noble homme, écuyer, cité pour un échange, le 9 septembre 1406, avec Jean de Fay, chevalier, seigneur de Fay.
- Hugues de Nully, homme d'armes, cité dans deux montres. La première, faite à Dinan le 2 septembre 1489 sous la conduite de Jehan Baucher, roi d'Yvetot. Une seconde est faite le 12 mars sous la conduite de François, seigneur d'Avangour[5].

La filiation est prouvée depuis :
- Charles de Nully, chevalier, seigneur de Nully ou Neuilly-sur-Marne, reçu conseiller au parlement de Paris le 10 octobre 1541, pourvu le 23 juillet 1543 de la charge de maître des requêtes[6]. Il est le deuxième des trois plénipotentiaires qui ont signé, le 18 septembre 1544, la trêve de Crépy-en-Laonnois, à savoir, le maréchal d'Annebault, Claude de Nully et Gilbert Bayard, sieur de La Fond, secrétaire d'État et contrôleur général des guerres. Il s'est marié à Anne de Paris. Il est mort à Paris le 23 octobre 1549.
  - Étienne de Nully (mort après 1606), premier président de la Cour des aides de Paris, marié en 1559 avec Anne Bouër[7]
    - Jacques de Nully, seigneur de Neuilly-sur-Marne et de Courant, marié en premières noces avec Marie de Bernardin, et en secondes noces, en 1606, avec Gabrielle Gilles dont il a eu :
      - Pierre I de Nully (baptisé en 1617), seigneur de Neuilly-sur-Marne et de Courant, marié à Marie le Ber
        - Pierre II de Nully, écuyer, seigneur de Neuily-sur-Marne et de Courant. Pierre de Nully est devenu protestant. Au moment de la révocation de l'édit de Nantes il est passé en Hollande. Il s'est marié avec Marie-Anne Hardy, fille de Christophe Hardy, seigneur de Beaulieu, et de Marie Gillier, dont il a eu :
          - Pierre-Jean-Bertrand de Nully, écuyer. Il a habité sur l'île de Saint-Eustache où il a épousé Catharina Heyliger (1721-1799), fille de Jannus Heyliger (1673-1736), gouverneur de l'île dont il a eu :
            - Pierre-Jean-Bertrand Heyliger de Nully (1749-1776), écuyer, mort à Copenhague, marié à Anna Margarita Brown, fille de John Brown (1723–1803)
              - John Bertram Peter Heyliger de Nully (Copenhague, 1776-Sainte-Croix, îles Vierges⇘, 1855), écuyer, inspecteur général de la cavalerie à Copenhague, marié en 1801 à Mary Ann Augusta Tuite (1782-1840), d'origine irlandaise,
                - Peter Johan Bertrand (Pierre Jean Bertrand) de Nully (1802-Christiansted, 1872)
                - Werner Rudolph de Nully (Copenhague, 1803-Boulogne-sur-Mer, 1866), marié en 1823 avec Jeanne Goold 1810-1892
                - Mathilde Catherine Heylinger de Nully (Sainte-Croix, Îles Vierges, 1807-Copenhague, 1840), mariée en 1827 avec le comte Adam Gottlob Ditlev Molkte (1803-1852)
                - Georges William Harcourt de Nully (1809-Bordeaux, 1872)
                - Augustus Alexander (Auguste Alexandre) de Nully (1813-Bordeaux, 1870), marié avec Léocadie de Gil de Olivarez (morte en 1851), veuve de M. Gil de Olivarès (mort en 1836) dont elle a eu Thomas Gil de Olivarez (né en 1826 sur l'île Saint-Thomas alors possession danoise, mort à Bordeaux en 1850) et Victorine-Joséphine Gil de Olivarez (née sur l'île Saint-Thomas-morte à Bilbao, 1851), mariée en 1850 avec Jean de Vivanco, Espagnol[8]
                  - Raoul de Nully de Neuilly (1849-1927), directeur des Douanes Chinoises, marié le 17 juillet 1889 avec Edith d'Artenset de La Farge (1864-1949)
                    - Mathilde de Nully de Neuilly, mariée le 20 mai 1913 avec Pierre de Carrière de Montvert[9]

                  - Harcourt de Nully, décédé en Algérie,

                - Richard Henri Tuite de Nully

            - Marie de Nully, mariée à M. de Ringer, d'origine suisse,
            - Catherine de Nully, mariée à M. de Gruger, né à New-York

          - Gaspard de Nully
          - Charlotte de Nully

        - Marie-Charlotte de Nully (1652- ), mariée à Charles de Vassant, écuyer, seigneur de Mutigny

      - Étienne de Nully marié à Marie Garnier dont il eut :
        - Christophe de Nully, chambellan de Monseigneur, prêtre à l'Oratoire
        - Anne de Nully, mariée avec  N. de Mursay, seigneur de La Grandière

      - Charles de Nully, écuyer, gentilhomme ordinaire de la chambre du roi

    - Anne de Nully, mariée à Michel Marteau, maître en la chambre des comptes,
    - Marie de Nully, mariée à Pierre Thiersault, trésorier de France à Soissons

## Armoiries
Les armes de la famille se blasonnent ainsi De gueules à la croix fleurdelisée d’or accompagnée de quatre billettes de même.[réf. nécessaire]